# Herman March
Herman William March (1878 — 1953) foi um matemático e físico alemão.
March estudou física na Universidade de Munique, com doutorado em 1911. Foi professor da Universidade do Wisconsin-Madison. Faleceu em 1953.

## Algumas publicações
- H. W. March  The Deflection of a Rectangular Plate Fixed at the Edges, Transactions of the American Mathematical Society, Vol. 27, No. 3 (Jul., 1925), pp. 307–317
- H. W. March Bending of a Centrally Loaded Rectangular Strip of Plywood, Journal of Applied Physics Volume 7, Issue 1, pp. 32–41 (1936), University of Wisconsin–Madison, (Received May 22, 1935)
- H. W. March and Warren Weaver The Diffusion Problem for a Solid in Contact with a Stirred Liquid, Phys. Rev. 31 1072 - 1082 (1928), Department of Mathematics, University of Wisconsin–Madison, Received 1 April 1928
- H. W. March (Deceased) The Field of a Magnetic Dipole in the Presence of a Conducting Sphere, Geophysics, Volume 18, Issue 3, pp. 671–684 (July 1953), University of Wisconsin–Madison, Wisconsin, (Received April 9, 1953)